# Luttenberger*Klug/Diskografie
Diese Diskografie ist eine Übersicht über die musikalischen Werke des österreichischen Pop-Duos Luttenberger*Klug, das aus Michelle Luttenberger und Christina Klug bestand. Ihre erfolgreichste Veröffentlichung ist die Single Vergiss mich mit über 15.000 verkauften Einheiten.

## Alben

### Studioalben
| Jahr | Titel                                        | Höchstplatzierung, Gesamtwochen, AuszeichnungChartplatzierungen (Jahr, Titel, Platzierungen, Wochen, Auszeichnungen, Anmerkungen) | Höchstplatzierung, Gesamtwochen, AuszeichnungChartplatzierungen (Jahr, Titel, Platzierungen, Wochen, Auszeichnungen, Anmerkungen) | Anmerkungen                                          |
| Jahr | Titel                                        | DE | AT | Anmerkungen                                          |
| ---- | -------------------------------------------- | --- | --- | ---------------------------------------------------- |
| 2007 | Mach dich bereit DEAG Music / Warner         | DE68 (1 Wo.)DE | AT5 Gold · (26 Wo.)AT | Erstveröffentlichung: 2. März 2007 Verkäufe: + 7.500 |
| 2008 | Mädchen im Regen DEAG Music / Warner         | — | AT21 (16 Wo.)AT | Erstveröffentlichung: 31. Oktober 2008               |
| 2011 | Unsere Zeit Amadeo / Universal Music Austria | — | AT15 (4 Wo.)AT | Erstveröffentlichung: 11. März 2011                  |

## Singles
| Jahr | Titel Album                               | Höchstplatzierung, Gesamtwochen, AuszeichnungChartplatzierungen (Jahr, Titel, Album, Platzierungen, Wochen, Auszeichnungen, Anmerkungen) | Höchstplatzierung, Gesamtwochen, AuszeichnungChartplatzierungen (Jahr, Titel, Album, Platzierungen, Wochen, Auszeichnungen, Anmerkungen) | Anmerkungen                                                |
| Jahr | Titel Album                               | DE | AT | Anmerkungen                                                |
| ---- | ----------------------------------------- | --- | --- | ---------------------------------------------------------- |
| 2005 | Super Sommer Mach dich bereit             | DE44 (7 Wo.)DE | AT28 (15 Wo.)AT | Erstveröffentlichung: 11. Juli 2005                        |
| 2006 | Vergiss mich Mach dich bereit             | DE29 (9 Wo.)DE | AT6 Gold · (40 Wo.)AT | Erstveröffentlichung: 10. November 2006 Verkäufe: + 15.000 |
| 2007 | Heut Nacht Mach dich bereit               | — | AT31 (12 Wo.)AT | Erstveröffentlichung: 11. Mai 2007                         |
| 2007 | Weil es mich nur 1x gibt Mach dich bereit | — | AT6 (16 Wo.)AT | Erstveröffentlichung: 21. September 2007                   |
| 2008 | Mädchen im Regen                          | — | AT27 (6 Wo.)AT | Erstveröffentlichung: 17. Oktober 2008                     |
| 2009 | Sag doch einfach Mädchen im Regen         | — | AT14 (10 Wo.)AT | Erstveröffentlichung: 30. Januar 2009                      |
| 2009 | Fliegen Mädchen im Regen (Reissue)        | — | AT38 (4 Wo.)AT | Erstveröffentlichung: 22. Mai 2009                         |
| 2010 | Nur an mich Unsere Zeit                   | — | AT14 (10 Wo.)AT | Erstveröffentlichung: 28. Mai 2010                         |
| 2010 | Zeig mir den Weg Unsere Zeit              | — | — | Erstveröffentlichung: 29. Oktober 2010                     |
| 2010 | Immer wenn du schläfst Unsere Zeit        | — | AT28 (6 Wo.)AT | Erstveröffentlichung: 3. Dezember 2010                     |
| 2011 | Sternenlichter Unsere Zeit                | — | — | Erstveröffentlichung: 11. Februar 2011                     |

## Musikvideos
| Jahr | Titel            | Regisseur         |
| ---- | ---------------- | ----------------- |
| 2006 | Super Sommer     | Robert Bröllochs  |
| 2006 | Vergiss mich     | Robert Bröllochs  |
| 2009 | Sag doch einfach | Susan Florries    |
| 2009 | Fliegen          | Marcus Sternberg  |
| 2010 | Nur an mich      | Stefan Ruzowitzky |

## Statistik

### Chartauswertung
|                     | DE    | AT    |
| ------------------- | ----- | ----- |
| Nummer-eins-Alben   | DE—DE | AT—AT |
| Top-10-Alben        | DE—DE | AT1AT |
| Alben in den Charts | DE1DE | AT3AT |

|                       | DE    | AT    |
| --------------------- | ----- | ----- |
| Nummer-eins-Singles   | DE—DE | AT—AT |
| Top-10-Singles        | DE—DE | AT2AT |
| Singles in den Charts | DE2DE | AT9AT |

### Auszeichnungen für Musikverkäufe
Anmerkung: Auszeichnungen in Ländern aus den Charttabellen bzw. Chartboxen sind in ebendiesen zu finden.
| Land/RegionAuszeichnungen für Musikverkäufe (Land/Region, Auszeichnungen, Verkäufe, Quellen) | Gold     | Platin | Verkäufe | Quellen |
| -------------------------------------------------------------------------------------------- | -------- | ------ | -------- | ------- |
| Österreich (IFPI)                                                                            | 2× Gold2 | —      | 22.500   | ifpi.at |
| Insgesamt                                                                                    | 2× Gold2 | —      |          |         |